# Choerades scelestus
Choerades scelestus là một loài ruồi trong họ Asilidae. Choerades scelestus được Richter miêu tả năm 1974. Loài này phân bố ở vùng Cổ Bắc giới và châu Á.